# Квиринальский дворец
Квиринальский дворец (итал. Palazzo del Quirinale) — историческое здание в Риме, Италия. Дворец XVI века на Квиринальском холме. В настоящее время дворец — одна из трёх официальных резиденций Президента Итальянской республики, наряду с виллами в Неаполе и Кастельпорциано. Квиринальский дворец был резиденцией тридцати римских пап, четырёх королей Италии и двенадцати президентов Итальянской Республики. На площади перед дворцом установлен Фонтан диоскуров с египетским обелиском в центре.
Площадь дворца составляет 110 500 квадратных метров, и он является одиннадцатым по величине дворцом в мире.

## История

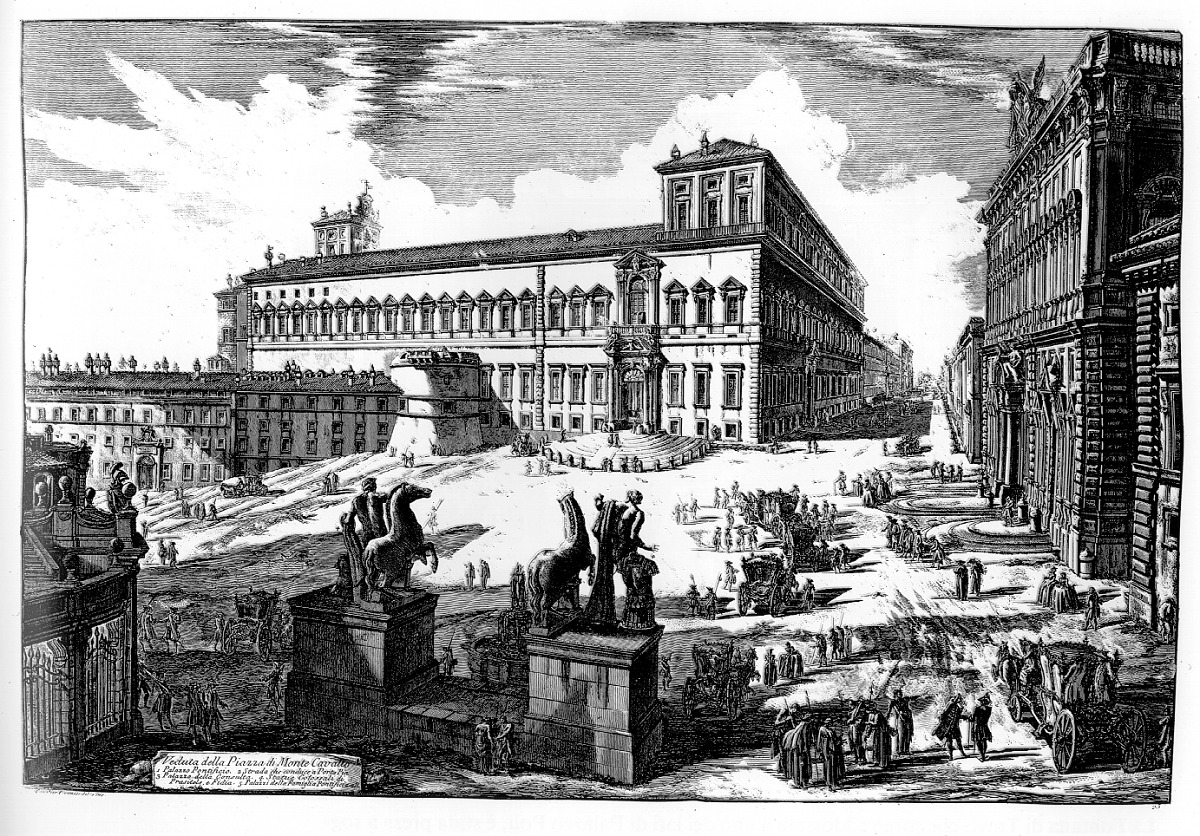
Дж. Б. Пиранези. Площадь Монте Кавалло. 1773. Офорт

Дворец построен в 1573 году в качестве летней резиденции папы Григория XIII. В Квиринальском дворце прошли четыре Конклава — Конклав 1823, Конклав 1829, Конклав 1830—1831 и Конклав 1846 года. Дворец был папской резиденцией до 1870 года.
В 1809 году наполеоновские войска заняли Рим и Квиринальский дворец был выбран правительством Наполеона I в качестве резиденции императора.
В сентябре 1870 года город Рим и дворец были присоединены к Королевству Италия. Примерно пять месяцев спустя, в 1871 году, Рим стал столицей нового итальянского государства. Квиринальский дворец отвели под резиденцию королевской семьи. В этот период многие интерьеры дворца были переделаны в модном тогда стиле неорококо. Однако не все короли, в частности, Виктор Эммануил III (1900—1946), жили во дворце, поэтому Квиринальский дворец чаще использовали для проведения различных государственных мероприятий. В 1946 году монархия была отменена, и дворец стал официальной резиденцией и местом работы президентов Итальянской Республики.
Во времена правления Умберто I во дворце проводили официальные приёмы, среди приглашенных лиц бывали знаменитые политики, музыканты, артисты, художники путешественники и т. д.

## Архитектура дворца
Дворец представляет собой важный памятник римской архитектуры периода контрреформации — стиля позднего барокко. Строительство дворца началось в 1573 году по проекту архитектора Мартино Лонги Старшего. Папа Сикст V поручил Доменико Фонтана, Оттавио Маскерино и Фламинио Понцио дальнейшее строительство и расширение помещений дворца (1588—1590).
Фламинио Понцио спроектировал корпус, выходящий в Квиринальские сады (итал. Giardino del Quirinale), Парадную лестницу, Большой зал Консистории (ныне называемый Большим бальным залом) и капеллу Благовещения, расписанную фресками Гвидо Рени. После смерти Понцио в 1613 году папа Павел V передал строительство архитектору Карло Мадерно, который оформил вход, спроектировал корпус и фасад, протянувшиеся вдоль Виа дель Квиринале (в то время Виа Пиа). В этой части дворца Мадерно разместил несколько важных залов, таких как Королевский зал (Sala Regia, ныне Большой зал кирасир), Капелла Павла и папские апартаменты. Папа Павел V хотел, чтобы эти помещения были должным образом украшены, и поэтому привлекал многих художников для оформления интерьеров.
Постройка дворца продолжалась при Урбане VIII, при котором возвели стену по периметру садов, расширили крыло Швейцарской гвардии (первый блок Длинного крыла: Manica Lunga, вдоль Виа дель Квиринале) и построили угловую башню (вначале она имело сторожевое значение). В этот же период расширили сады и украсили их новыми фонтанами. Папа также поручил Дж. Л. Бернини спроектировать Лоджию Благословений (1638) над воротами главного фасада дворца.
Середина XVII века в истории Квиринальского дворца отмечена значительными предприятиями по украшению интерьеров. В 1656 году папа Александр VII (1655—1667), заказал фриз с фресками на сюжеты из Ветхого и Нового Завета для галереи вдоль длинного крыла, обращенного к площади. Фриз был создан под руководством Пьетро да Кортона группой художников, в которую входили Карло Маратта и Пьер Франческо Мола, и теперь его можно увидеть в трёх залах, на которые позднее была разделена галерея Александра VII.
Между 1721 и 1730 годами дальнейшей перестройкой дворца руководили Алессандро Спекки и впоследствии Фердинандо Фуга, завершивший постройку Длинного крыла. Фуга также спроектировал Кофейный домик (Casa caffè), расположенный в садах Дворца (1741), и Палаццо делла Консульта на Квиринальской площади, предназначавшийся для размещения ряда офисов и кварталов швейцарской гвардии.
В интерьерах Квиринальского дворца также можно увидеть фрески работы Гвидо Рени и Мелоццо да Форли (в апсиде дворцовой церкви Святых апостолов). Ряд более поздних росписей в Тронном зале принадлежит кисти Эудженио Аньени, которого для этой работы пригласил папа Пий IX (1846—1878). Значительную часть украшений дворца составляет мебель, картины, шпалеры, которые свозили из королевских дворцов по всей Италии. Стиль рококо представлен ценными образцами мебели XVIII века и обстановкой неорококо середины XIX века. Так король Виктор Эммануил II привез из Флоренции в Квиринальский дворец десять гобеленов XVI века, сотканных по картонам Бронзино, Понтормо и Сальвиати; из Пармы прибыли два ковра XVIII века, сделанные на французской мануфактуре Бове по рисункам Франсуа Буше и многое другое.

## Главные интерьеры

### Кабинет Президента

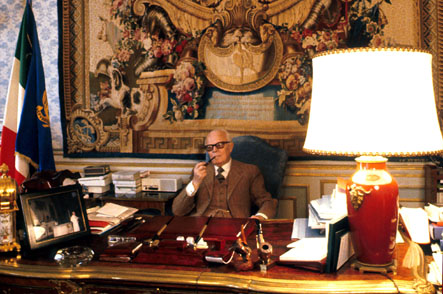
Президент Италии Алессандро Пертини за рабочим столом

Ранее эта комната дворца была летней спальней пап. После Рисорджименто комната была приспособлена под столовую. Сейчас же кабинет используется для официальных консультаций президента с министрами и представителями Сената. За этим столом президент выступает с Новогодним обращением к народу. Стол — французский, изготовлен в 1750 году, на стене — картина XVII века.

### Зеркальный зал
В первые годы дворца стены зала пустовали. Грандиозный декор, отличающийся обилием зеркал, был создан во времена Наполеоновской оккупации Италии. По замыслам императора, зал должен был быть тронным, отсюда и зеркала, и белый шёлк на стенах. Начиная с 1877 года помещение использовалось как столовая и как бальный зал. В настоящее время в стенах Зеркального зала дают присягу конституционные судьи, проходят слушания дел высокой важности. Нередко зал называют Белым.